# Świętosław z Wrzący
Świętosław z Wrzący herbu Pomian (zm. ok. 1471) – kustosz włocławski (od 1426), kanonik poznański (od 1429), archidiakon włocławski (od 1435), wikariusz generalny i oficjał włocławski biskupa Władysława z Oporowa oraz jego następcy Jana z Sienna. 
Syn Jarzyka z Wrzący, założyciela rodziny Sokołowskich herbu Pomian i nabywcy Sokołowa (w 1434 r.), od nazwy którego jego potomkowie przyjęli nazwisko.
Świętosław karierę kościelną robił przy poparciu krewnych, którzy na przełomie XIV i XV wieku zdobyli dominującą pozycję w kujawskim środowisku kościelnym. Swoją pierwszą kanonię objął we Włocławku w 1412 roku. Dzięki protekcji Jana Pelli z Niewiesza, biskupa kujawskiego w latach 1421–28, otrzymał w 1426 roku kustodię włocławską.  
Świętosław został wymieniony jako członek rodziny Sokołowskich przez Kaspra Niesieckiego w "Koronie Polskiej" z błędną datą śmierci 1547 r. Był stryjem Jałbrzyka Jana Sokołowskiego oraz jego brata Jana, z którym regularnie uczestniczył w posiedzeniach kapituły katedralnej włocławskiej. Nie wiadomo jaki stopień pokrewieństwa łączył go z wpływowym kanonikiem włocławskim Jakubem Sokołowskim, niewątpliwie pochodzącym z Wrzący Wielkiej i Sokołowa.